# Існування (Цілком таємно)
Існування (англ. Existence) — 21-й і заключний епізод восьмого сезону серіалу «Цілком таємно». Епізод належить до «міфології серіалу» і надає змогу краще із нею ознайомитися. Прем'єра в мережі «Фокс» відбулася 20 травня 2001 року.
У США серія отримала рейтинг Нільсена, рівний 8.4, це означає — в день виходу її подивилися 14 мільйонів глядачів.

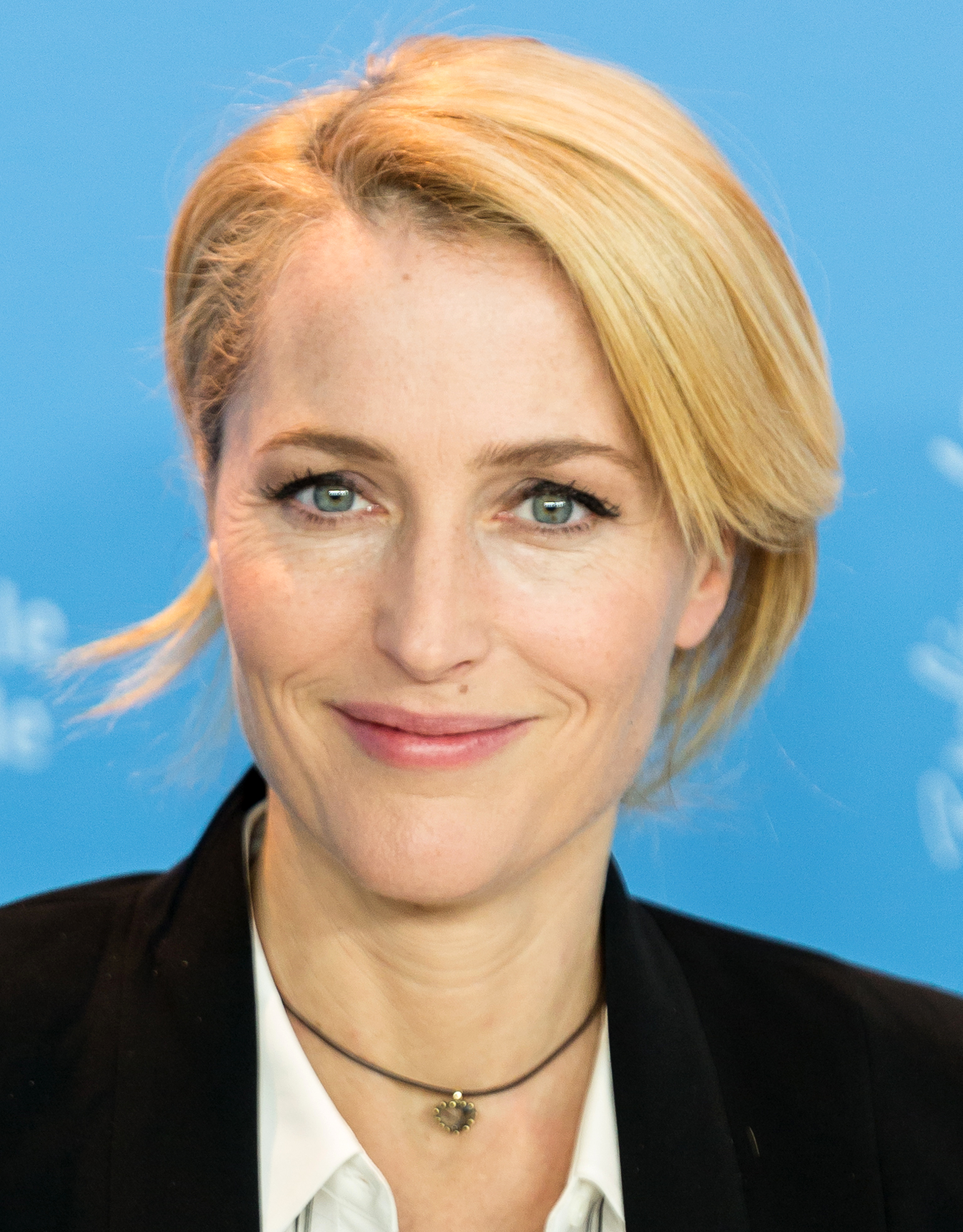

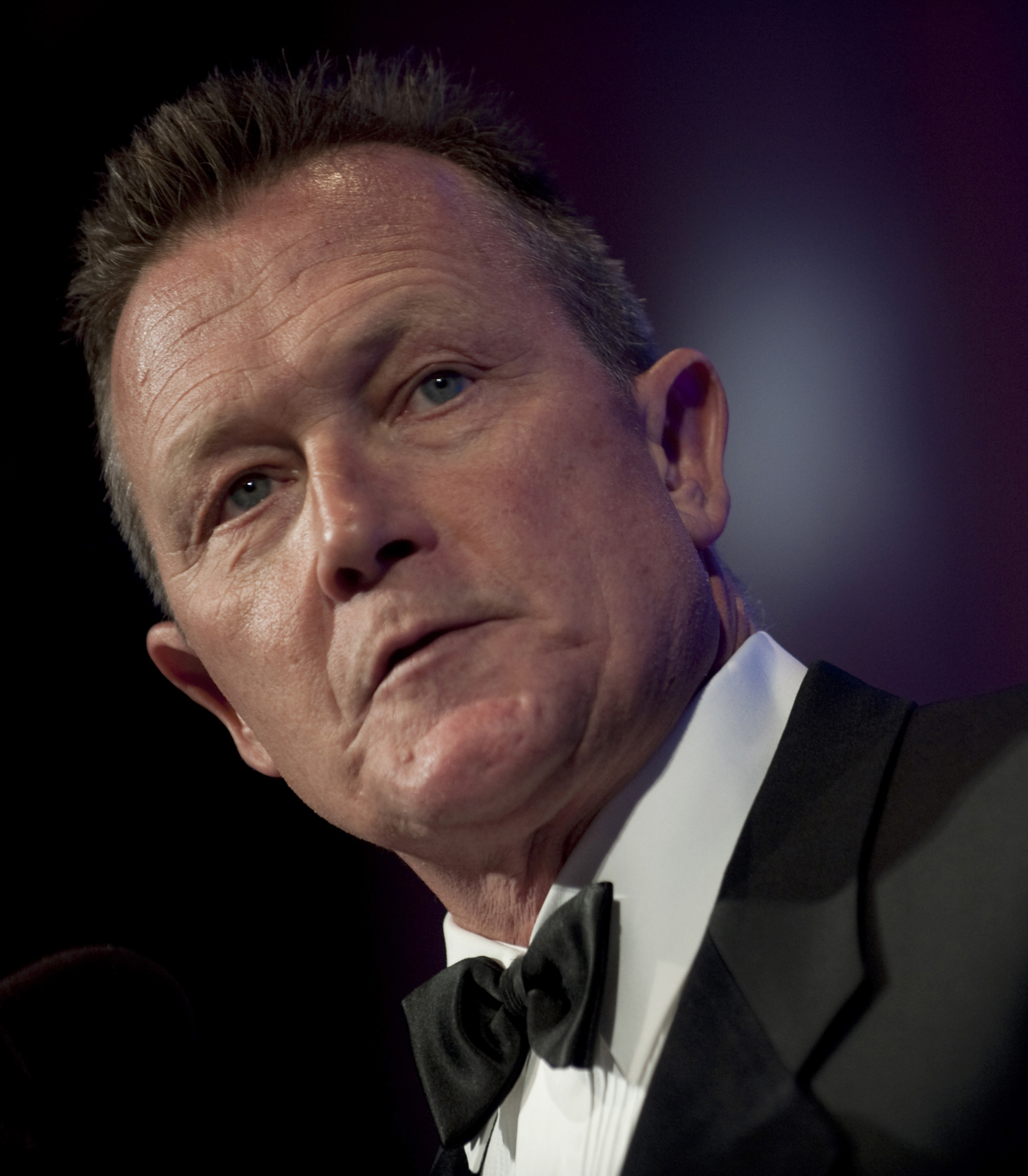

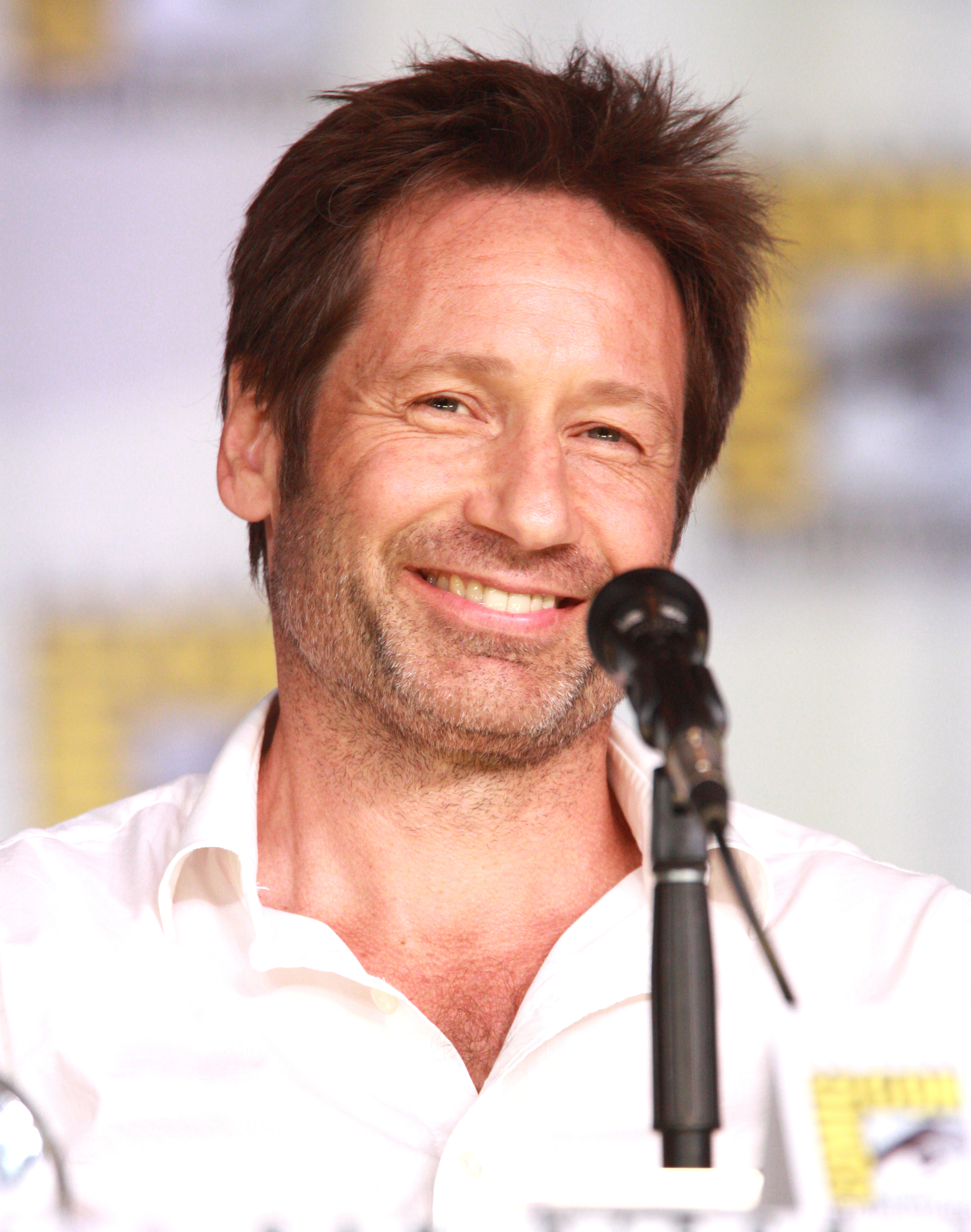

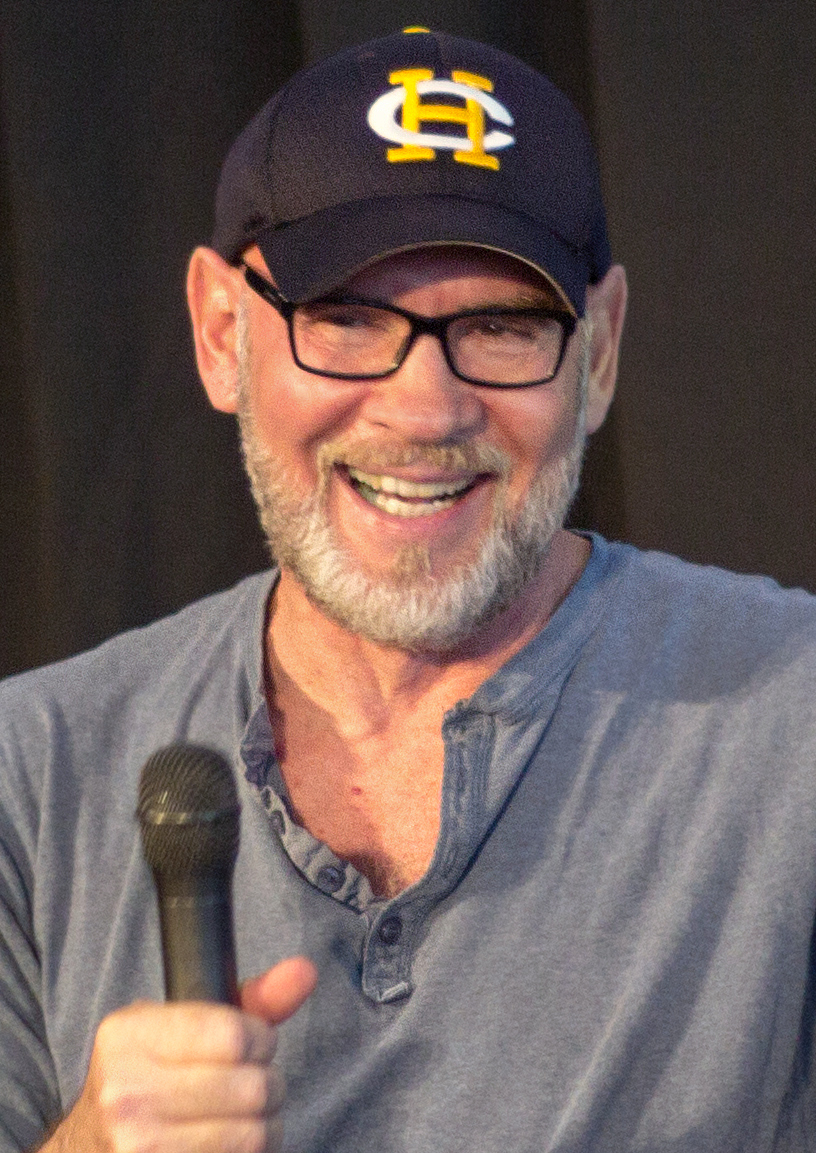

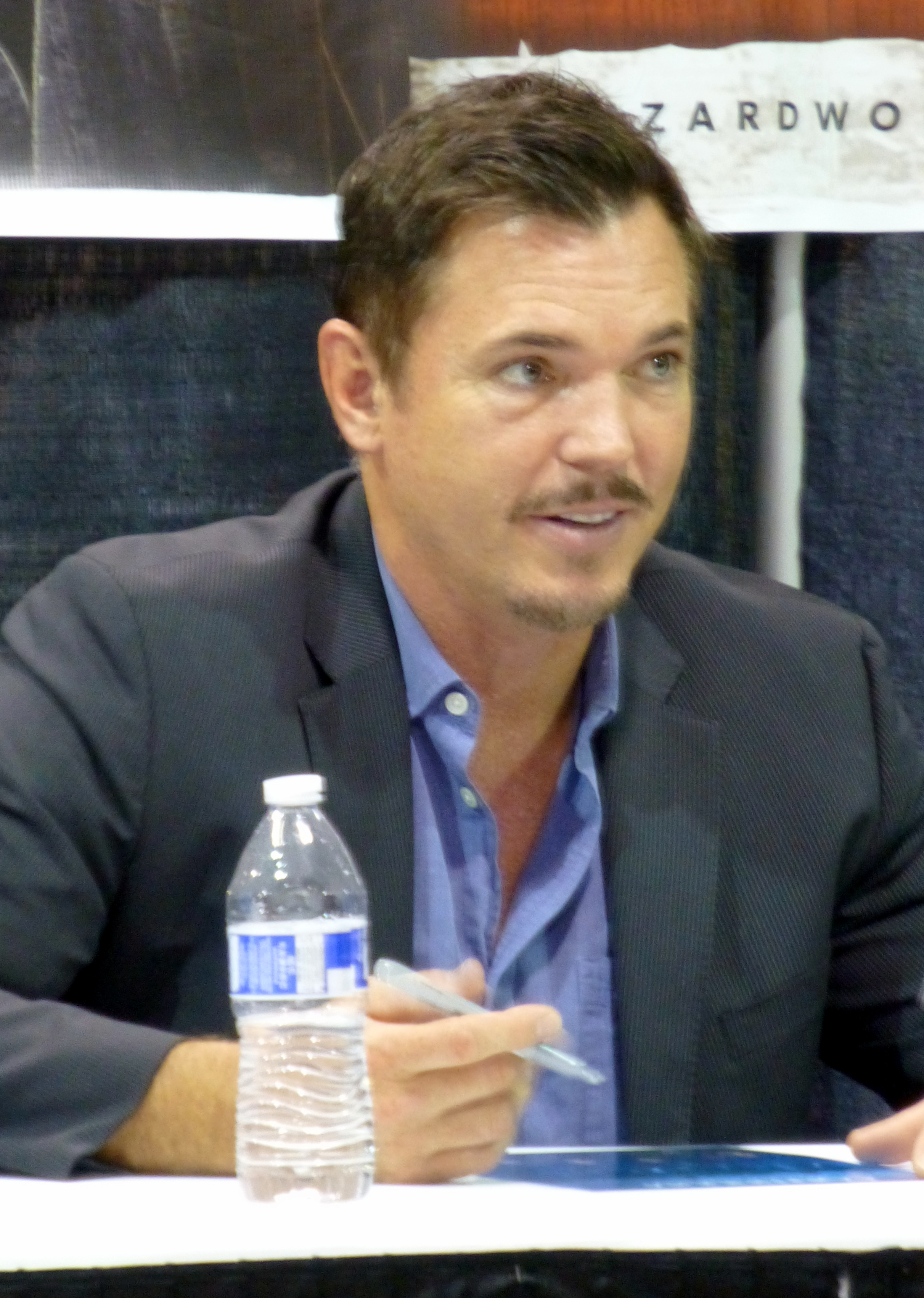

З'являється новий тип прибульця, так званий «Суперсолдат», запрограмований зниувати сліди інопланетного втручання на Землі. Малдер, Доггетт, Скіннер та Алекс Крайчек допомагають Скаллі разом із Монікою Рейєс втекти від Біллі Майлза до віддаленого міста. Скіннер вбиває Крайчека, а Скаллі в оточенні суперсолдатів народжує на вигляд нормальну дитину. Без пояснення інопланетяни покидають територію, коли прибуває Малдер.

## Зміст
Істина поза межами досяжного
Металеву коробку з останками Біллі Майлза привозять до коронера в патологанатомічну лабораторію. Коронер і його помічник жартують щодо справжньої причини смерті. Коронер оглядає останки і помічає те, що схоже на металевий хребець. Після того, як коронер і помічник виходять з кімнати, металевий хребець починає обертатися, перетворюючись на те, що виглядає як зачатки металевого хребта.
Агентка Рейєс везе Дейну у безпечне місце до Джорджії в покинуте місто. У кабінеті Волтера Скіннера на відео камер спостереження видно, як Біллі Майлз виходить з моргу живим і здоровим. На запитання Скіннера та Малдера і Доггетта, Алекс Крайчек повідомляє, що Майлз є новим типом агента інопланетян, і є інші, подібні до нього. Доггетта викликають з офісу від імені його інформатора Ноула Рорера, який стверджує, що Майлз є частиною секретного військового проекту зі створення «суперсолдатів» і Скаллі під час її викрадення вставили чіп у потилицю. Вона вагітна першою органічною версією суперсолдата. Рейєс привозить Дейну в глушину де народився Доггетт. Рейєс виходить надвір закурити — і бачить в нічному небі нерухомий світний літаючий об'єкт.
У штаб-квартирі ФБР з'являється Майлз. Відчуваючи це, Крайчек намагається втекти зі Скіннером у погоні. Майлз з'являється позаду них. Крайчеку і Скіннеру вдається втекти в ліфті. Але рука Майлза пробивається в двері ліфта, травмуючи Скіннера і заступник директора втрачає свідомість. У лікарні Доггетт розповідає про претензії Рорера до Малдера, який відкидає цю історію. Обидва агенти вирішують з'ясувати, наскільки Рорер заслуговує довіри. У глушині Рейєс облаштовує кімнату для Дейни і пропонує їй послухати записи пісень китів. Зовні відбувається якийсь рух — Рейєс із пістолетом йде перевірити ситуацію. Їх виявляє жінка-вояк, яка погоджується принести їм припаси для пологів. Оглядаючи гараж ФБР, агенти бачать, що Крайчек і Рорер приїжджають на автомобілі. Доггетт приховано переслідує Рорера і бачить його зустріч з агентом Крейном. Вночі Майлз атакує схованку і фізично знешкоджує агентку Рейєс, кинувши її на стіну, але в нього стріляє солдатка. Дізнавшись про зустріч Рорера, Малдер вважає, що Крейн дав Крайчеку доступ до ФБР. Раптом Крайчек вибиває вікно автомобіля і розчавлює телефон Малдера. Крайчек погрожує Малдеру пістолетом, але швидко прибулий Скіннер вистрелом в руку його обеззброює. І врешті застрелює із великим задоволенням. Малдер рушає в аеропорт — щоб вилетіти до Скаллі.
У Скаллі починаються пологи, а ожилий Майлз та інші інопланетні суперсолдати оточують будинок. Доггетт протистоїть Рореру і Крейну, але вони зухвало ігнорують погрози застосування зброї і переслідують його. Погоня закінчується жорстоко, коли Крейна збивають, а Рорер врізається своєю машиною в стіну гаража, і авто вибухає. Обидва чоловіки вважаються мертвими, але згодом зникають. Солдатка, який виявляється ще одним суперсолдатом, вигукує: «Ця дитина народиться!» Моніка Рейєс допомагає Скаллі народити, здавалося б, нормальну дитину, а суперсолдати спостерігають пологи холоднимм поглядамм. Без пояснень інопланетяни залишають цей район, коли прибуває Малдер гвинтокрилом.
У штаб-квартирі ФБР Доггетт і Реєс звітують перед розлюченим заступником директора Елвіном Кершем. Доггетт у відповідь на погрози повідомляє Керша, що він перебуває під слідством після пізньої нічної зустрічі між ним, Рорером і Крейном. Малдер забирає Скаллі та дитину назад до її квартири. Там її відвідують Самотні стрільці із усілякими ласощами. Поглядаючи на малюка Вільяма (на честь батька Малдера) та обговоривши останні події, Дейна і Фокс довго і пристрасно цілуються.

## Зйомки
«Існування» було написано під час зйомок, тому Кім Меннерс — режисер епізоду — допоміг зі сценарієм. Через це деякі сцени, наприклад бійка в штаб-квартирі ФБР, були ідеями Меннерса. За словами Меннерса, останньою сценою із Доггеттом і Рейєс в офісі Керша стало «народження» «Нових Цілком таємно» без Девіда Духовни в головних ролях. З цього моменту Моніка Рейєс стала головною героїнею серіалу. Акторка «Зоряного шляху: Наступного покоління» Деніз Кросбі ненадовго з'являється в ролі гінеколога Скаллі. В епізоді відбувається остання поява Ніколаса Ліа — ще до фіналу серіалу. Повідомляється, що Ліа втомився від цієї ролі і неоднозначного характеру персонажа. Коли Ліа дізнався, що його персонажа вбили в «Існуванні», він привітав цю новину. Тієї ночі, коли епізод вийшов в ефір, Ліа написав на своєму особистому вебсайті: «Я відчував, що (Крайчек) все одно не отримав справедливого висвітлення… Мені хотілося більш глибоких уявлень про персонажа, і цього ніколи не сталося. Грати його перестало бути весело».
Заключна сцена епізоду, де Малдер і Скаллі цілуються, майже не знімалася. Спочатку сценарій передбачав, щоб Малдер поцілував Скаллі в лоб. І Духовни, й Меннерс стверджували, що сцена була «звичайною» і вони «так довго дражнили і робили ці передбачення», що хотіли «справжнього поцілунку в цей момент». Під час народження дитини Скаллі робиться кілька натяків на історію народження Ісуса, зокрема, Малдер слідує за зіркою, щоб знайти Скаллі та Самотніх стрільців, які приносять дарунки для дитини, так само як Три царі. Дитину Скаллі зобразив Джеррі Шибан, син Джона Шибана. Він був першим із семи дітей, які представляли персонажа, і єдиним, хто зіграв малюка Вільяма в одному епізоді.
В епізоді було кілька складних CGI сцен. Перша сцена з хребцями була повністю згенерована керівником візуальних ефектів Джоном Вошем. За словами режисера Кіма Меннерса, найважче було зняти сцену в ліфті з Мітчем Піледжі та Ніколасом Ліа. І навпаки, улюбленою сценою Меннерса була та, в якій Скіннер вбиває Крайчека. Сам Меннерс запропонував унікальність кадру, на якому зображена куля CGI, що проходить крізь голову Крайчека. На смерть Крайчека були закладені додаткові кошти. Мітч Піледжі був дуже щасливий, коли йому сказали, що він уб'є Крайчека та пояснив: «Коли вони прийшли до мене і сказали, що я був тим, хто збирається вбити Крайчека, я був у захваті. Не тому, що я хотів, щоб Нік пішов чи щось таке, це було просто з точки зору персонажа. Скіннер просто так сильно хотів убити Крайчека». Пізніше Маннерс назвав це однією зі своїх «улюблених сцен (які він коли-небудь режисерував)» і однією з «найкращих сцен, які (він) бачив за довгий час на телебаченні».
Автомобільна сцена з Джилліан Андерсон та Аннабет Гіш була знята на вулиці Канан-роуд, Малібу. Андерсон і Гіш сиділи в так званому вагоні, а екіпаж перебував у пікапі перед ними. Сцена народження була знята на «Paramount Ranch». Гіш ніколи не знімалася зі зброєю до того, як приєдналася до «Секретних матеріалів», тому продюсери найняли офіцера поліції Лос-Анджелеса у відставці, щоб він більше розказав їй про вогнепальну зброю. Вона також потренувалась у стрільбі, перш ніж повернутися на знімальний майданчик. Сцени в гаражі були зняті у Сенчурі-Сіті і зайняли в цілому чотири дні до завершення.
Епізод також містить сцену, в якій Рейєс читає серенади Скаллі, імітуючи пісні китів. Пізніше Гіш зазначив, що «(Творець серіалу Кріс Картер) дав мені касету з піснями про китів, яка була згодом відтворена в моєму трейлері». Картер був натхненний написати сцену після того, як друг подарував йому альбом Пола Вінтера, який включав звуки китів у музику. Пізніше Картер пояснив, що «я просто думав — воно було чимось схожим на персонажа (Рейєс), щоб оцінити це».

## Показ і відгуки
Прем'єра «Існування» відбулася 20 травня 2001 року в США на каналі «Fox». Цей епізод отримав рейтинг Нільсена 8,4, що означає — його бачили 8,4 % домогосподарств країни. Цей епізод подивилися 8,58 мільйона домогосподарств і загалом 14 мільйонів глядачів. У Великій Британії прем'єра відбулася 28 червня 2001 року на «Sky One» та зібрала 0,65 мільйона глядачів, «Секретні матеріали» посіли третє місце в десятці найкращих трансляцій каналу того тижня після «Зоряного шляху: Вояджер» і «Сімпсонів». Згодом епізод був включений до «The X-Files Mythology, Volume 4 — Super Soldiers», колекції DVD, яка містить епізоди, пов'язані з сюжетною лінією інопланетних суперсолдатів.
Серія отримала переважно позитивні відгуки критиків. Зак Гендлен з «The A.V. Club» відзначив епізод оцінкою «B». Позитивно оцінивши фінал в цілому, він зауважив, що «Existence» затягує більше, ніж «Essence», в результаті чого вийшов менш цікавий епізод. Він також завважив, що загальна міфологія серіалу вже давно стала занадто заплутаною, щоб мати сенс, але «людські складові серіалу все ще працюють, і це включає Доггетта». Оглядачі «East Bay Times» Джордж Авалос і Майкл Лідтке були задоволені епізодом, зазначивши, що остання сцена була гарно написана. Авалос і Лідтке також позитивно відреагували на смерть Алекса Крайчека від рук Скіннера, сказавши, що це найкраща сцена в епізоді. Проте, незважаючи на похвалу, вони підкреслили, що «Існування» не було таким захоплюючим, як попередній епізод або фільм «Секретні матеріали» 1998 року. Джессіка Морган з «Телебачення без жалю» надала епізоду оцінку A-, зазначивши, що «нарешті фінал восьмого сезону закінчується великим масивним соковитим поцілунком між Малдером і Скаллі». Гарет Вігмор з «TV Zone» позитивно ставився як до «Сутності», так і до «Існування». Вігмор поставив епізодам оцінку 9 з 10 і написав, що «причина того, що ця дилогія працює, полягає в тому, що її сюжет досить простий, аби аудиторія все ще могла впоратися».
Не всі відгуки були позитивними. Роберт Ширман і Ларс Пірсон у книзі «Хочемо вірити: критичний посібник з Цілком таємно, Мілленіуму та Самотніх стрільців» надали епізоду більш змішану оцінку 2.5 із п'яти. Пола Вітаріс з «Cinefantastique» оцінила епізод нищівно і не присудила ні однієї зірки з чотирьох. Вона різко висміювала сюжет і написала: «Так закінчується епоха Малдера і Скаллі в „Секретних матеріалах“, і яким вантажем шанобливих фекалій це виявилося!»

## Знімалися
| Актор                  | Роль                    |
| ---------------------- | ----------------------- |
| Девід Духовни          | Фокс Малдер             |
| Роберт Патрік          | Джон Доггетт            |
| Джилліан Андерсон      | Дейна Скаллі            |
| Ніколас Ліа            | Алекс Крайчек           |
| Аннабет Гіш            | Моніка Рейєс            |
| Мітч Піледжі           | Волтер Скіннер          |
| Джеймс Пікенс молодший | Елвін Керш              |
| Кірк Б. Р. Воллер      | Джин Крейн              |
| Том Брейтвуд           | Мелвін Фрогікі          |
| Дін Гаглунд            | Річард Ленглі           |
| Брюс Гарвуд            | Джон Фіцджеральд Байєрс |
| Закарі Енслі           | Біллі Майлз             |
| Дейл Діккі             | Гейм Варден             |
| Адам Болдвін           | Ноулі Рорер             |